# Nowoselskoje (Kaliningrad, Polessk)
Nowoselskoje (russisch Новосельское, deutsch Schaltischledimmen, 1929 bis 1947 Neuwiese, litauisch Šaltyšlydimai) ist ein Ort in der russischen Oblast Kaliningrad. Er gehört zur kommunalen Selbstverwaltungseinheit Stadtkreis Polessk im Rajon Polessk.

## Geographische Lage
Nowoselskoje liegt 27 Kilometer östlich der Rajonstadt Polessk (Labiau) an der Kommunalstraße 27K-057 von Salessje (Mehlauken/Liebenfelde) nach Dalneje (Bittkalken/Bitterfelde). Eine Bahnanbindung besteht nicht.

## Geschichte
Das vor 1929 Schaltischledimmen genannte Dorf bestand seinerzeit aus vielen verstreut liegenden Höfen und Gehöften. Am 9. April 1874 wurde es Amtssitz und namensgebend für einen neu errichteten Amtsbezirk, der 1930 in „Amtsbezirk Neuwiese“ umbenannt wurde und bis 1945 zum Kreis Labiau im Regierungsbezirk Königsberg der preußischen Provinz Ostpreußen gehörte. Am 25. September 1929 wurde das Dorf offiziell in „Neuwiese“ umbenannt.
In Kriegsfolge kam Neuwiese 1945 mit dem nördlichen Ostpreußen zur Sowjetunion. Im Jahr 1947 erhielt der Ort die russische Bezeichnung Nowoselskoje und wurde gleichzeitig dem Dorfsowjet Salessowski selski Sowet im Rajon Bolschakowo zugeordnet. Seit 1965 gehört der Ort zum Rajon Polessk. Von 2008 bis 2016 gehörte Nowoselskoje zur Landgemeinde Salessowskoje selskoje posselenije und seither zum Stadtkreis Polessk.

### Einwohnerentwicklung
| Jahr | Einwohner |
| ---- | --------- |
| 1910 | 573       |
| 1933 | 556       |
| 1939 | 555       |
| 2002 | 15        |
| 2010 | 13        |

### Amtsbezirk Schaltischledimmen (Neuwiese)
Zwischen 1874 und 1945 bestand der Amtsbezirk Schaltischdelimmen, der am 15. Februar 1930 in „Amtsbezirk Neuwiese“ umbenannt wurde. Er bestand anfangs aus sechs, zum Schluss noch aus vier Gemeinden:
| Name                             | Änderungsname 1938 bis 1946 | Russischer Name | Bemerkungen                                     |
| -------------------------------- | --------------------------- | --------------- | ----------------------------------------------- |
| Danielshöfen                     |                             |                 |                                                 |
| Klewienen                        | Seegershöfen                |                 | 1939 in die Gemeinde Danielshöfen eingegliedert |
| Pannaugen                        | Habichtswalde               |                 |                                                 |
| Patilszen, 1936–1938: Patilschen | Kunzenrode                  | Oruscheinoje    | 1939 in die Gemeinde Liebenfelde eingegliedert  |
| Plattupönen                      | Breitflur                   | Iskrowo         |                                                 |
| Schaltischledimmen               | seit 1929: Neuwiese         | Nowoselskoje    |                                                 |

## Kirche
Die mehrheitlich evangelische Bevölkerung Schaltischledimmens resp. Neuwieses war bis 1945 in das Kirchspiel der Kirche Mehlauken eingepfarrt, die im Kirchenkreis Labiau innerhalb der Kirchenprovinz Ostpreußen der Kirche der Altpreußischen Union lag. Heute ist Nowoselskoje der in Bolschakowo (Groß Skaisgirren, 1938 bis 1946 Kreuzingen) neu entstandenen evangelisch-lutherischen Gemeinde zugeordnet. Sie ist eine Filialgemeinde innerhalb der Kirchenregion der Salzburger Kirche in Gussew (Gumbinnen) und gehört zur Propstei Kaliningrad der Evangelisch-lutherischen Kirche Europäisches Russland.